# Modélisation des glaciers
La modélisation des glaciers utilise des méthodes quantitatives pour simuler l'évolution, la dynamique et la thermodynamique des glaciers et de calottes polaires comme le Groenland ou l'Antarctique, ainsi que les grands glaciers de l'hémisphère nord pendant la dernière glaciation. Les modèles de glaciers sont utilisés dans plusieurs domaines: l'étude de la glaciation de la Terre pendant un cycle de glaciation, l'évolution de la cryosphère sous l'effet du réchauffement climatique, etc.

## Modèle d'écoulement glaciaire
La modélisation de la dynamique des glaciers sert à reconstituer les conditions climatiques comme celui du petit âge glaciaire.

## Modèles de glacier sur le web
- CISM - Community Ice Sheet Model, en développement, future composante de Community Climate System Model (CCSM).
- Elmer/Ice, code éléments finis multi-physics comportant un module dédié à la modélisation de la glace.
- ISSM - Ice Sheet System Model, un code éléments finis massivement parallélisé dédié a la modélisation des glaciers (couplage thermo-dynamique, assimilation de données, études de sensibilités,...), développé au JPL.
- PISM - Parallel Ice Sheet Model, qui inclut les banquises flottantes.
- SICOPOLIS - SImulation COde for POLythermal Ice Sheets, un modèle de glace 3d thermodynamique qui traite de la glace polythermale (près du point de fusion avec changement de phase).

## Modèles ISMIP
Projets d'intercomparaison de modèles de calottes glaciaires développés par Frank Pattyn et l'Université Libre de Bruxelles.
- ISMIP-HOM
- ISMIP-HEINO[3]
- MISMIP[4]
- MISMIP3D[5]
- MISMIP+[6].